# 魏浚
魏浚（—314年），晉朝東郡東阿人，寓居關中，擔任雍州小吏，被河間王司馬顒任命為武威將軍。後擔任度支校尉。永嘉末年，魏浚來到硤石，並向晉懷帝進獻穀麥，晉懷帝任命他為揚威將軍、平陽太守，但因局勢混亂，魏浚無法前往平陽上任。
西晉都城洛陽被劉聰的軍隊攻破後，魏浚駐扎于洛北石梁塢。後來劉琨讓魏浚代理河南尹。魏浚又前往太尉荀藩在密縣建立的行臺與其討論局勢。
由於魏浚效忠於晉朝，劉曜率領軍隊攻打並包圍魏浚。劉演、郭默派軍隊前來援救魏浚，結果援軍被劉曜擊敗。魏浚藉著夜色突圍，卻被劉曜俘殺。晉朝追贈魏浚平西將軍。魏浚的殘軍由其族子魏該負責指揮。

## 延伸阅读
[在维基数据编辑]
 《晉書/卷063》，出自房玄齡《晉書》